# Kokos
Kokospalmen (Cocos nucifera) er en fjerpalme, hvis frugt kaldes kokosnød.
Den er den eneste art i slægten Cocos. Kokosnødden er omgivet af et cirka 5 mm tykt trævlet lag, hvis fibre kan anvendes til fremstilling af tov, tæpper og måtter med mere. Indenfor dette lag findes en hård skal, der gennem tiderne har været anvendt til smykker, skåle og skraberedskaber. Herunder sidder et hvidt spiseligt lag på normalt 1-2 cm i tykkelsen, og heri er en mængde saft, kaldet kokosvand. Kokosmælk er en blanding af presset kokoskød blandet med kokosvand.